# Giuseppe Beghetto
Giuseppe Beghetto (Tombolo, 8 ottobre 1939) è un ex pistard e ciclista su strada italiano.
Professionista dal 1963 al 1973, vinse il titolo olimpico nel tandem nel 1960 e tre titoli mondiali nella velocità.

## Carriera

### Inizi
Cresciuto nella S.C. Padovani, ottiene fin dalle categorie giovanili risultati su pista, con il titolo italiano esordienti nel 1955 e quello negli allievi nel 1956 e 1957. 

### Dilettante
Passato dilettante nel 1958, Beghetto vince il titolo italiano nel chilometro da fermo ai suoi primi campionati nazionali. Nella stessa specialità è medaglia di bronzo ai Giochi del Mediterraneo di Beirut (ottobre 1959), dietro al coetaneo Sante Gaiardoni e al più esperto Valentino Gasparella. 
Questi due avversari gli fanno concorrenza soprattutto nella sua specialità preferita, cioè
la velocità.  A Beirut infatti, Gaiardoni vince la medaglia d'oro anche nella velocità. Il due volte campione del mondo Gasparella, invece, sconfigge Beghetto in finale ai Campionati italiani del 1959 e del 1960. 
Ai Giochi della XVII Olimpiade di Roma 1960, Beghetto viene perciò dirottato nel tandem, che porta alla vittoria in coppia con Sergio Bianchetto.
Dopo le Olimpiadi, passati professionisti Gaiardoni e Gasparella, Beghetto è campione italiano 1961 nella velocità ma ai Campionati del mondo del 1961 a Zurigo e a quelli del 1962 a Milano è il suo compagno di tandem Bianchetto che gli finisce davanti, lasciandogli la consolazione della medaglia d'argento. Si rifà parzialmente vincendo ancora il titolo italiano 1962 del chilometro da fermo oltre che del tandem, sempre con Bianchetto.

### Professionista

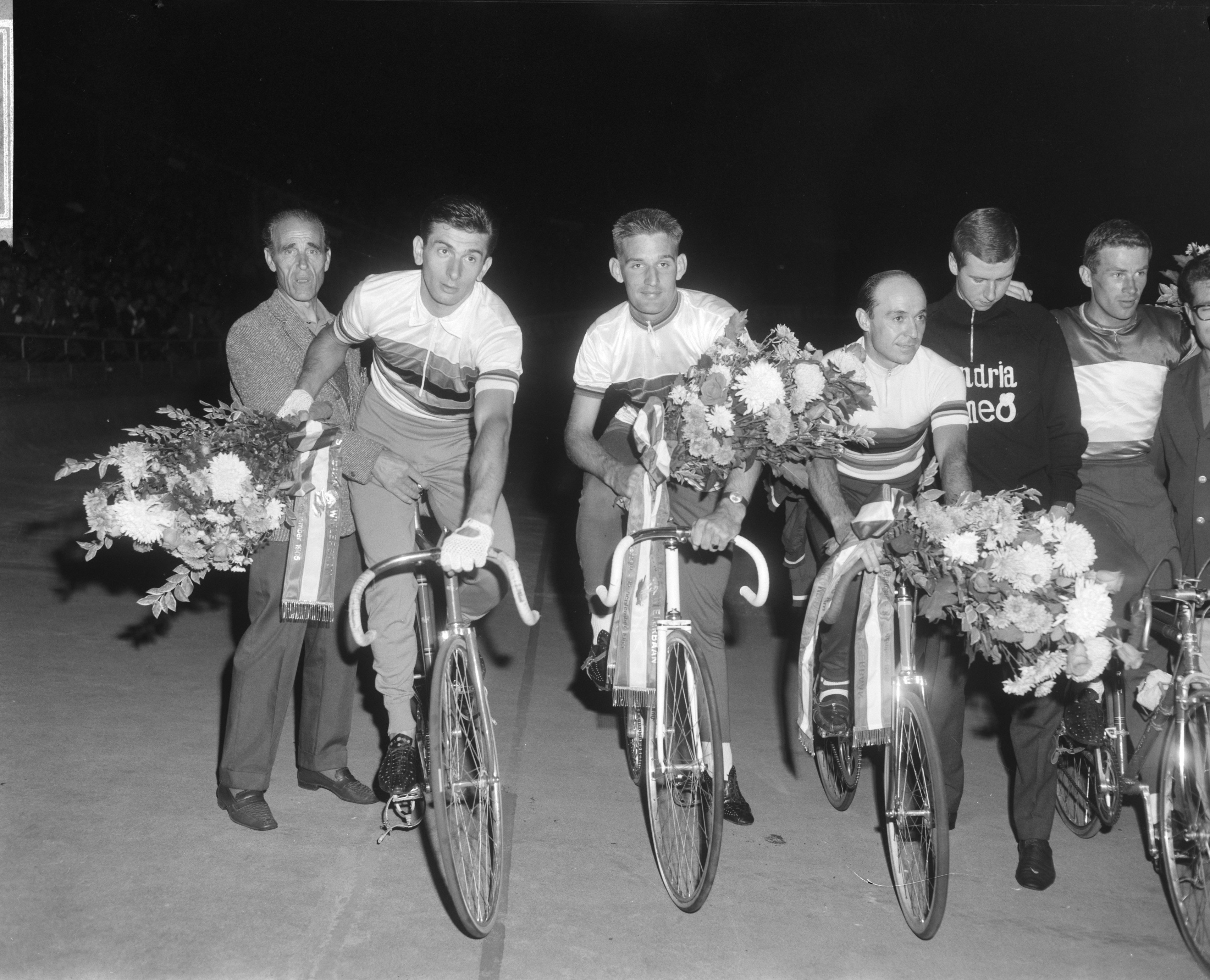
I ciclisti vincitori del titolo mondiale ad Amsterdam 1965: Giuseppe Beghetto (velocità), l'olandese Groen (inseguimento) e lo spagnolo Timoner (mezzofondo)

Nel 1963 Beghetto ritiene maturo il passaggio al professionismo ma anche qui, oltre a Gaiardoni, trova il pluricampione iridato Antonio Maspes a fargli inizialmente concorrenza nella sua specialità preferita. Dietro questi due "mostri sacri" deve accontentarsi della medaglia di bronzo nella velocità in tre Campionati italiani consecutivi (1963, 1964 e 1965). 
Beghetto giunge però in piena forma ai Campionati del mondo del 1965 a San Sebastián. Vince la maglia iridata su Patrick Sercu in un mondiale costellato da polemiche per le scorrettezze del suo avversario già nei turni precedenti. Dopo la competizione, esce sulla stampa la notizia di un tentativo di corruzione nei confronti di Beghetto, da parte dei manager di Sercu, che avrebbero offerto al futuro campione del mondo una somma di 15 milioni, affinché perdesse la finale con il campione belga.
Ai Campionati italiani del 1966, Beghetto deve arrendersi in finale al suo ex compagno di tandem Sergio Bianchetto. Bissa comunque il successo nel 1966 a Francoforte, battendo il temibile australiano Ron Baensch. 
Fra il 1967 e il 1969, conquista altri tre titoli nazionali nella velocità, battendo rispettivamente Antonio Maspes, Vanni Pettenella e Angelo Damiano. È invece Sercu a batterlo in finale ai Campionati del mondo del 1967 ad Amsterdam. La "saga" tra i due fuoriclasse rivali si conclude nel 1968 a Roma, con la vittoria del terzo titolo mondiale da parte di Beghetto, ancora su Sercu.
Ai mondiali di Anversa 1969 Beghetto è battuto in semifinale dall'astro nascente belga Robert Van Lancker dopo tre combattutissime prove. Non essendo stato accolto il suo reclamo per scorrettezze del suo avversario nella terza prova, si rifiuta di gareggiare nella finale per il terzo posto contro Gaiardoni. La federazione lo squalifica allora per tre mesi e Beghetto rinuncia temporaneamente a gareggiare su pista.  
Beghetto corre quindi su strada, facendosi valere per le sue doti di sprinter. Vince due tappe al Giro di Sardegna 1969 e una alla Tirreno-Adriatico 1971. Partecipa senza molta fortuna al Tour de France 1970. 
Rientra in pista nel 1971 ma ormai non è più quello di un tempo. Ai mondiali, per evitare una scorrettezza dell'australiano Ryan finisce fuori pista e cade. Nel 1972 è eliminato nei quarti di finale in tre combattutissime prove da Robert Van Lancker, che poi vestirà la maglia iridata. Le ultime sue prestazioni agli "italiani" su pista sono la medaglia d'argento nel 1971, dietro a Giordano Turrini e quella di bronzo nel 1972. Si è ritirato definitivamente dalle competizioni nel 1973.

### Famiglia
È il padre di Massimo Beghetto e nonno di Andrea Beghetto entrambi calciatori.

## Palmarès

### Pista
- 1960 (dilettanti)

Giochi olimpici, Tandem (Roma)
- 1965

Campionati del mondo, Velocità (San Sebastián)
- 1966

Campionati del mondo, Velocità (Francoforte)
- 1967

Campionati italiani, Velocità
- 1968

Grand Prix de Paris
Campionati del mondo, Velocità (Roma)
Campionati italiani, Velocità
- 1969

Campionati italiani, Velocità

### Strada
- 1969 (Ferretti, due vittorie)

1ª tappa Giro di Sardegna (Oristano > Cagliari)
6ª tappa Giro di Sardegna (Livorno > Siena)
- 1971 (Zonca, una vittoria)

4ª tappa Tirreno-Adriatico (Pineto > Civitanova Marche)

## Piazzamenti

### Grandi giri
- Tour de France

1970: squalificato (11ª tappa, 2ª semitappa)

### Classiche monumento
- Milano-Sanremo

1970: 92º

### Competizioni mondiali
- Campionati del mondo

Zurigo 1961 - Velocità Dilettanti: 2º
Milano 1962 - Velocità Dilettanti: 2º
San Sebastián 1965 - Velocità: vincitore
Francoforte 1966 - Velocità: vincitore
Amsterdam 1967 - Velocità: 2º
Montevideo 1968 - Velocità: vincitore
Montevideo 1969 - Velocità: 4º
Montevideo 1972 - Velocità: 5º
Giochi olimpici
Roma 1960 - Tandem: vincitore